# Шентал
Шентал (њем. Schöntal) општина је у њемачкој савезној држави Баден-Виртемберг. Једно је од 16 општинских средишта округа Хоенлое. Према процјени из 2010. у општини је живјело 5.790 становника. Посједује регионалну шифру (AGS) 8126072.

## Географски и демографски подаци
Шентал се налази у савезној држави Баден-Виртемберг у округу Хоенлое. Општина се налази на надморској висини од 209 метара. Површина општине износи 81,6 km². У самом мјесту је, према процјени из 2010. године, живјело 5.790 становника. Просјечна густина становништва износи 71 становника/km².